# Hemiblossia idioceras
Hemiblossia idioceras är en spindeldjursart som beskrevs av Hewitt 1917. Hemiblossia idioceras ingår i släktet Hemiblossia och familjen Daesiidae. Inga underarter finns listade i Catalogue of Life.